# Koji Onishi
Koji Onishi (大西 孝治 Onishi Koji?), född 6 juni 1988 i Tokushima prefektur, är en japansk före detta fotbollsspelare.
Onishi började sin karriär 2008 i Tokushima Vortis. 2010 flyttade han till Kamatamare Sanuki. Han avslutade karriären 2010.